# 大中臣賴基
大中臣賴基（日语：／ Ōnakatomi no Yorimoto */?，880年代—958年）是日本平安時代的貴族和歌人，出自於大中臣氏，官位是從四位下神祇大副，其父是備後掾大中臣輔道。和歌方面，他有10首作品收錄於敕撰和歌集，初次收錄為《拾遺和歌集》，與其子大中臣能宣同為三十六歌仙之一。

## 生平
賴基的出生年份根據《新編國歌大觀》提到的說法是元慶8年（884年），《日本古典文學大辭典》和《平安時代史事典》主張是仁和2年（886年），《國史大辭典》、《和歌大辭典》、《國書人名辭典》、《日本古典文學大事典》和《和歌文學大辭典》均指是不明。另外，賴基之父根據《三十六人歌仙傳》記載是大中臣岡良，不過根據《中臣氏系圖》記載，其父為大中臣輔道，岡良則是其祖父。
昌泰4年（901年）6月或延長元年（923年），賴基就任為神祗少祐，延喜5年（905年）正月或延長5年（927年）正月改任神祇權大祐，延喜22年（922年）敘正六位上。承平3年（933年）正月，他就任為神祇權少副。翌年9月17日（934年10月27日），根據《太神宮諸雜事記》記載，由於伊勢神宮爆發打鬥騷亂，他因此奉命前往當地。承平8年4月20日（938年5月22日），根據《貞信公記抄》記載，由於內膳司的釜在地震中損毀，因此讓賴基祈禱。
天慶2年10月7日（939年11月20日），根據《本朝世紀》記載，賴基獲補任為祭主，《二所太神宮例文》和《類聚大補任》分別稱是4月和9月3日（10月18日），《中臣氏系圖》則稱是翌年10月7日（940年11月9日）。天慶4年正月7日（941年2月5日），他升至從五位下，天慶8年（945年）正月再升至從五位上，同年8月就任神祇大副。天慶9年11月19日（946年12月15日），他升至正五位下（大嘗會賞）。天曆元年9月15日（947年10月31日），根據《日本紀略》記載，由於天空出現異樣，因此賴基奉召在左衛門陣外祈禱，其後他在天曆3年正月26日（949年2月26日）和6月23日（7月21日）也先後奉命祈禱。
天曆5年正月7日（951年2月15日），賴基升至從四位下。關於賴基的死去時期，根據《二所太神宮例文》、《祭主補任》、《中臣氏系圖》記載是天曆10年（956年），《三十六人歌仙傳》則指是天德2年（958年）。然而，由於其家集收錄有賴基在天德元年（957年）時藤原師輔五十賀時的和歌（新編國歌大觀編號15），因此不可能是天曆年間（947年至957年）。享年方面，根據《二所太神宮例文》稱是70歲，《中臣氏系圖》主張是73歲，《祭主補任》則提到70歲、73歲和76歲三種說法。

## 和歌
| 敕撰和歌集     | 新編國歌大觀編號 |
| -------------- | ---------------- |
| 拾遺和歌集     | 276、1247        |
| 玉葉和歌集     | 280、750         |
| 續後拾遺和歌集 | 106              |
| 風雅和歌集     | 744              |
| 新千載和歌集   | 2149、2157       |
| 新拾遺和歌集   | 543              |
| 新後拾遺和歌集 | 703              |

賴基總共有10首和歌收錄於敕撰和歌集，他也有參與延喜7年（907年）的大井川行幸和歌以及延喜13年（913年）的亭子院歌合，作品多為屏風歌和賀歌，不少和歌與宇多天皇有關。
根據《袋草紙》記載，賴基、大中臣能宣、大中臣輔親、伊勢大輔、康資王母和郁芳門院安藝是大中臣氏六代相傳的歌人家系。同書也記載能宣在敦實親王的子之日時的詠歌受到稱讚（拾遺和歌集24），當賴基得悉此歌內容後，稍作詠吟後便拿起身旁木枕毆打能宣，指斥道他朝如果你在天皇的子之日昇殿時，到底要怎樣才能超越如此佳作，你這個蠢材！」（先日入道式部卿御子日に宜歌仕て候賴基聞之如何能宣云 ちとせまてかきれる松もけふよりは きみにひかれてよろつよやへむ 世以稱宜云々賴基暫詠吟してかたはらなる枕をとりて打能宣云慮外昇殿有帝王御子日之時以何歌可詠哉わさわひの不覺人哉云々）。
賴基在《袋草紙》中也遭到抨擊，例如「賴基和源公忠作為《古今和歌集》時期的歌人雖然沒有獲選，不過後來卻揚名立萬，知名度遠勝於其他獲選的歌人。然而，他在《後撰和歌集》也沒有入選，《拾遺抄》也僅有一首入選，可見其不太擅長和歌吧」（古今集之時有公忠并祭主賴基等不入之雖然末代被知名事倍於入輩賴基は後撰又不入之纔拾遺抄に一首也少不堪歟）以及「清原深養父、在原元方、大江千里和平定文雖然不遜色於賴基、藤原仲文和藤原元真之流，卻未能入選《三十六人撰》，對其人選表示懷疑」（件撰有不審所謂深養父元方千里定文等不入之此人豈劣賴基仲文元真等之類乎）。

## 三十六人撰
| 敕撰和歌集版本 | 《三十六人撰》版本 《賴基集》版本 | 姜文清譯本                               |
| -------------- | --------------------------------- | ---------------------------------------- |
|                |                                   | 竹一節 納福千齡 拄此杖 中宮鶴壽 恒久綿長 |

這首和歌收錄於《拾遺和歌集》卷第五「賀」，新編國歌大觀編號是276，詞書是「同賀中宮壽，製竹杖以奉」（おなじ賀に、竹のつゑつくりて侍りけるに），中宮是指藤原穩子，為慶祝其五十賀的作品。不過，根據家集的詞書「同院四十賀時獻上的竹杖之歌」（おなじ院、うちに四十の賀たてまつりたまふたけのつゑのうた），此歌則是醍醐天皇四十賀時的作品。此歌也收錄於《拾遺抄》、《古今和歌六帖》、《俊成三十六人歌合》、《袋草紙》和《如意寶集》。
此歌的意思是竹杖的每一節代表千年，就算您不斷戳它也不會罄盡，正如您的壽命一樣。首句在《古今和歌六帖》寫作，和均指竹節。第二句中的也是竹的緣語。第四句中的是掛詞，既指戳（突く），也指罄盡（尽く）。此外，賴基之子能宣在藤原實賴七十賀時受源延光所托，讓其參考其父的竹杖之歌來替他代作，該作品收錄於《能宣集》內（新編國歌大觀編號125）。
| 《和漢朗詠集》版本 | 《三十六人撰》版本 | 《賴基集》版本 |
| ------------------ | ------------------ | -------------- |
|                    |                    |                |

這首和歌收錄於《和漢朗詠集》卷上「夏」，新編國歌大觀編號156，題為端午，家集的詞書是「5月5日駒競時」。此歌也收錄於《歌仙歌合》和《御裳濯和歌集》內，在前者中被視為是源信明的作品。此歌的意思是年輕的賽馬與迎合今天長成的菖蒲，兩者都是落後者輸吧。
首句中的是指年輕且又勢頭的賽馬，為與駒競相乎的歌語，是表示比喻或並列。第二句是指今天長成。第三句是指菖蒲，在端午時其香氣可以用作辟邪。第四句中的是掛詞，既指賽馬的追趕（追ひ），也指菖蒲的成長（生ひ）。有類似概念的和歌也見於後來的源順以及平兼盛的家集內（新編國歌大觀編號230和197），《源氏物語》「螢」也有類似的作品，為光源氏的作品（新編國歌大觀編號377）。
| 《三十六人撰》版本 |
| ------------------ |
|                    |

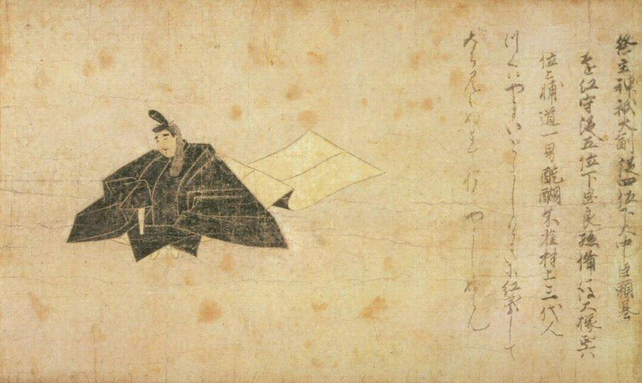
《佐竹本三十六歌仙繪卷》中的大中臣賴基，其中的和歌即此歌

這首和歌僅收錄於《三十六人撰》，連家集也沒有收錄此歌。此歌的意思是由於筑波山與其他山相比，樹木要長得更茂盛，因此估計紅葉已經散落一地，連山路也分不清楚吧。首句是指筑波山，為常陸國的歌枕，用例見於《古今和歌集》（新編國歌大觀編號966、1095和1096）以及《古今和歌集假名序》，也象徵主君的恩寵，其中的是掛詞，也指任官（官職に付く），蘊含懷才不遇的意思。末句中的表示疑問，是サ變動詞，表示發生的狀態，指推測。

## 俊成三十六人歌合
| 《俊成三十六人歌合》版本 | 《賴基集》版本 |
| ------------------------ | -------------- |
|                          |                |

這首和歌在家集中的詞書是「秋天的晚上，奉召前往春宮時，聽到雁叫聲時」（あきのよめしありて春宮にまゐりて、かりのなくを）。此歌的意思是由於這裡是春宮，又正值秋天的晚上，因此不清楚在啼叫的是要飛往北方的雁還是飛來的雁。雁的用例見於《古今和歌集》（新編國歌大觀編號30和207等等），為春天時往北飛去，秋天時飛來的候鳥。春宮是指東宮御所，在此啼叫的雁雖然理應是飛去北方的雁，不過由於是秋天的晚上便有可能是飛來的雁，所以才不清楚（おぼつかな）。
第二句在家集的西本願寺本、御所本（書架編號510・12）、正保版歌仙家集本和群書類從本等寫作，此寫法較為切合實際情況。藤原俊成將此句寫成的理由相信是源於廣田社歌合，俊成在此歌合擔任判者，其中一首和歌也運用到此歌的第二句和第三句（新編國歌大觀編號102）。第三句是形容詞的詞幹，表示感嘆，類似的用法見於小野篁家集中的作品（新編國歌大觀編號30）。
| 敕撰和歌集版本 | 《俊成三十六人歌合》版本 | 《賴基集》版本 |
| -------------- | ------------------------ | -------------- |
|                |                          |                |

這首和歌收錄於《玉葉和歌集》，新編國歌大觀編號是12，詞書是「在朱雀院的屏風繪有鶯於子日拉曳松樹時啼叫的情境，便以此為題」（朱雀院の御屏風に子日に松ひく所に鶯のなくをよみ侍りける），由於朱雀院死於天曆6年（952年），因此此歌早於天曆6年，其餘已知曾經參與朱雀院屏風的歌人尚有藤原元真和壬生忠見，《玉葉和歌集》誤將此歌視為能宣的作品。子日是指正月最初的子之日，這一天人們會舉行宴會慶祝，並且到野外拉曳松樹以及採摘嫩菜。此歌也收錄於《御裳濯和歌集》。
此歌的意思是大家在子日時到野外拉曳小松樹後，鶯在大家回去的山路處啼叫。第二句中的「小松」以及第四句中的，通過第三句串連起來，指將小松樹拉曳回去。第四句後半部分在家集的各種版本中均為「山邊」（やまべ），與《玉葉和歌集》以及《俊成三十六人歌合》的「山路」（山ぢ）不同，由於此歌同時描述野外（野べ）和山邊，因此推測屏風上的圖案採用異時同圖法。

## 家集
賴基的家集是《賴基集》，《日本古典文學大辭典》主張由於他入選《三十六人撰》，加上其中的作品入選《拾遺和歌集》，因此推測家集是基於其遺稿於11世紀初編撰而成，《和歌大辭典》也認為是由他人編撰而成，《和歌文學大辭典》也推測是由他人編撰而成，《平安時代史事典》則稱家集是賴基自行編撰而成。家集採取雜纂形式，其中27首是寬平至天德年間（889年至961年）的行幸歌、屏風歌和裳着歌等正式場合的和歌，涵蓋延喜7年（907年）的大井川行幸和歌、承平3年（933年）的康子內親王著裳屏風和天德元年（957年）的藤原師輔五十賀屏風等等，個人歌僅有扇歌和戀歌等三首，歌風偏向《古今和歌集》（古今調）。
家集的版本總共有約40種，均源於同一祖本，雖然均屬同一系統，不過根據各自的差異可以分為兩至三類。《新編國歌大觀》主張分為兩類，分別是第一類第一種的西本願寺本系、第二種的歌仙家集本系以及第三種的群書類從本系、第二類第一種的三手文庫本（書架編號甲・二一四）以及第二種的宮內廳書陵部藏御所本三十六人集本（書架編號510・12），《冷泉家時雨亭叢書》同樣分為兩類，不過沒有提及到三手文庫本。相對地，《私家集大成》將家集分為三類，以西本願寺本系和群書類從本系為第一類，歌仙家集本系列為第二類，三手文庫本系和宮內廳書陵部藏御所本三十六人集本（書架編號510・12）系為第三類。

### 西本願寺本系、歌仙家集本系和群書類從本系

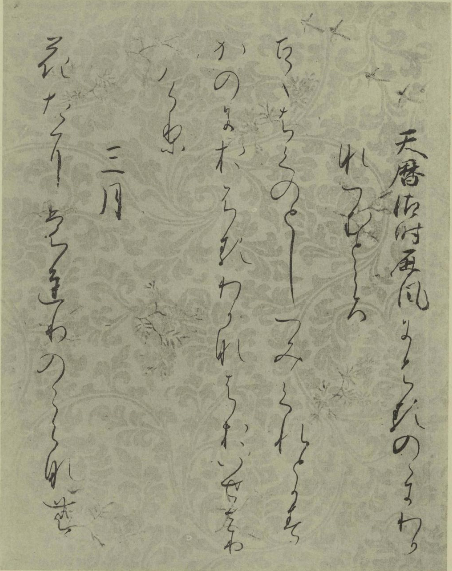
西本願寺本

西本願寺本系收錄歌數是30首，為家集最基本的形態。西本願寺本的外題是「賴基」（よりもと），料紙是唐紙，11頁著墨，一頁白紙，以金泥、銀泥、群青和銅綠繪有鳥、蝶和折枝圖案，一面七行，和歌一首分為三行書寫的有29首，剩餘一首是分五行書寫。此版本的筆跡與西本願寺本三十六人家集中的《遍昭集》和《敏行集》相同，與傳藤原公任筆拾遺抄切的書寫風格也類同。此版本的第18首的第二句、第22首的末句以及第27首的詞書與其他版本存在差異。歌仙家集本系相對於西本願寺本系以「入拾遺集歌」名義多收錄一首和歌（拾遺和歌集1247），群書類從本系則僅收錄西本願寺本系第1至第23首和歌。

### 宮內廳書陵部藏御所本三十六人集本（書架編號510・12）系和三手文庫本系
宮內廳書陵部藏御所本三十六人集本（書架編號510・12）系的收錄歌數雖然也是30首，不過西本願寺本系的第14首則位於此版本的第30首之後，西本願寺本系的第22至第27首在此版本位於卷末，而且另有註釋。三手文庫本（書架編號甲・二一四）系缺少西本願寺本系的第22至第27首，雖然與同文庫藏《家經朝臣集》（書架編號甲・二〇八）有錯簡的情況，不過撇除這個因素以及缺少的第22至第27首外與宮內廳書陵部藏御所本三十六人集本（書架編號510・12）系一致。
同屬宮內廳書陵部藏御所本三十六人集本（書架編號510・12）系的尚有冷泉家時雨亭文庫藏承空本與擬定家本，承空本是長14.1厘米，寬20厘米的袋綴，料紙是楮紙，封面左下是承空本獨有的花押，外題是「大中臣賴基集」，六頁著墨，沒有白紙，一面11至14行，和歌一首兩至三行，卷末奧書是「承空上人 寄進之」以及「大中臣賴基 前肥後守輔道男」的勘物。由於紙背文書寫有「永仁六年六月六日（1298年7月15日） 沙門蓮□」以及「永仁六年五月廿一日（6月30日） 如覺」等文字，因此推測成書於永仁6年6月之後。擬定家本則長21.9厘米，寬16.5厘米，書寫於鎌倉時代，為宮內廳書陵部藏御所本三十六人集本（書架編號510・12）的祖本。

### 底本
西本願寺本收錄於《私家集大成》和《新編國歌大觀》，《校註國歌大系》、《續國歌大觀》和《西本願寺本三十六人集精成》也有採錄家集。影印版方面，冷泉家時雨亭文庫藏本收錄於《冷泉家時雨亭叢書》，《御所本三十六人集》、《三十六人歌集》和《西本願寺本三十六人家集》也有採錄家集。

## 文化財
| 名稱                                     | 名義                                     | 所藏             | 指定日期      | 指定類型   | 參考資料      |
| ---------------------------------------- | ---------------------------------------- | ---------------- | ------------- | ---------- | ------------- |
| 紙本著色三十六歌仙切（賴基，佐竹家傳來） | 紙本著色三十六歌仙切（賴基，佐竹家傳來） | 遠山紀念館       | 1936年5月6日  | 重要文化財 | [ 29 ]        |
| 賴基集                                   | 三十六人家集                             | 本願寺           | 1951年6月9日  | 國寶       | [ 30 ] [ 31 ] |
| 大中臣賴基集                             | 私家集（承空本）                         | 冷泉家時雨亭文庫 | 1987年6月6日  | 重要文化財 | [ 32 ]        |
| 大中臣賴基朝臣集                         | 私家集                                   | 冷泉家時雨亭文庫 | 2002年6月26日 | 重要文化財 | [ 33 ] [ 26 ] |

## 註解
1. ↑  《敕選作者部類》稱是肥後守[1]。
2. ↑  詞書是指寫在和歌前的一些語句，用於說明該和歌的主題或寫作動機等等[18]。

## 外部連結
- . 國書數據庫 （日语）.
- . 國際日本文化研究中心和歌數據庫 （日语）.